# Cerro Garabitas

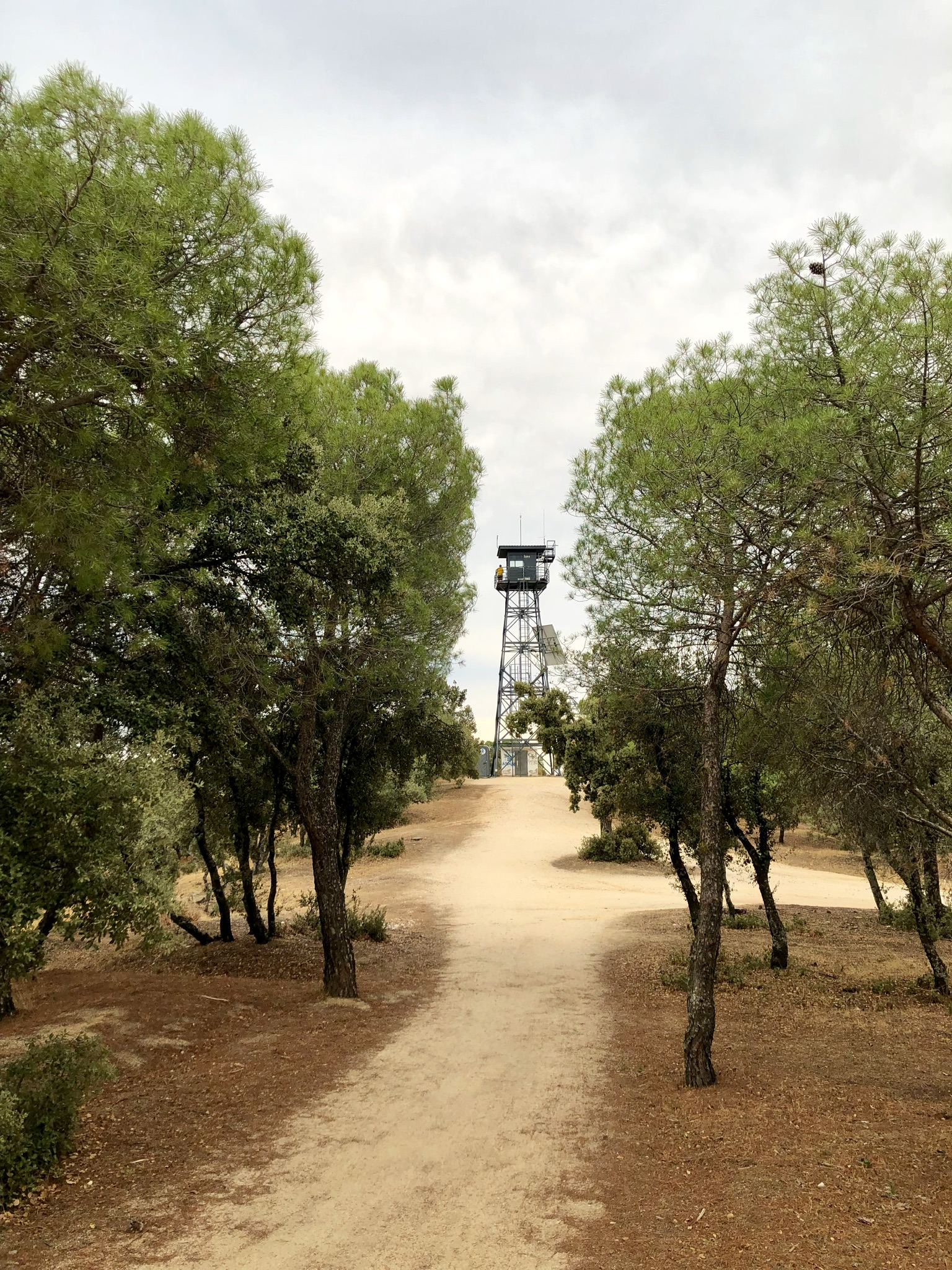
Die Anhöhe (Cerro) Garabitas im Park Casa de Campo, Madrid

Der Cerro Garabitas (Garabitas-Anhöhe) erhebt sich 677 m im 1.722,6 ha großen Casa de Campo-Park im Westen von Madrid.

## Lage

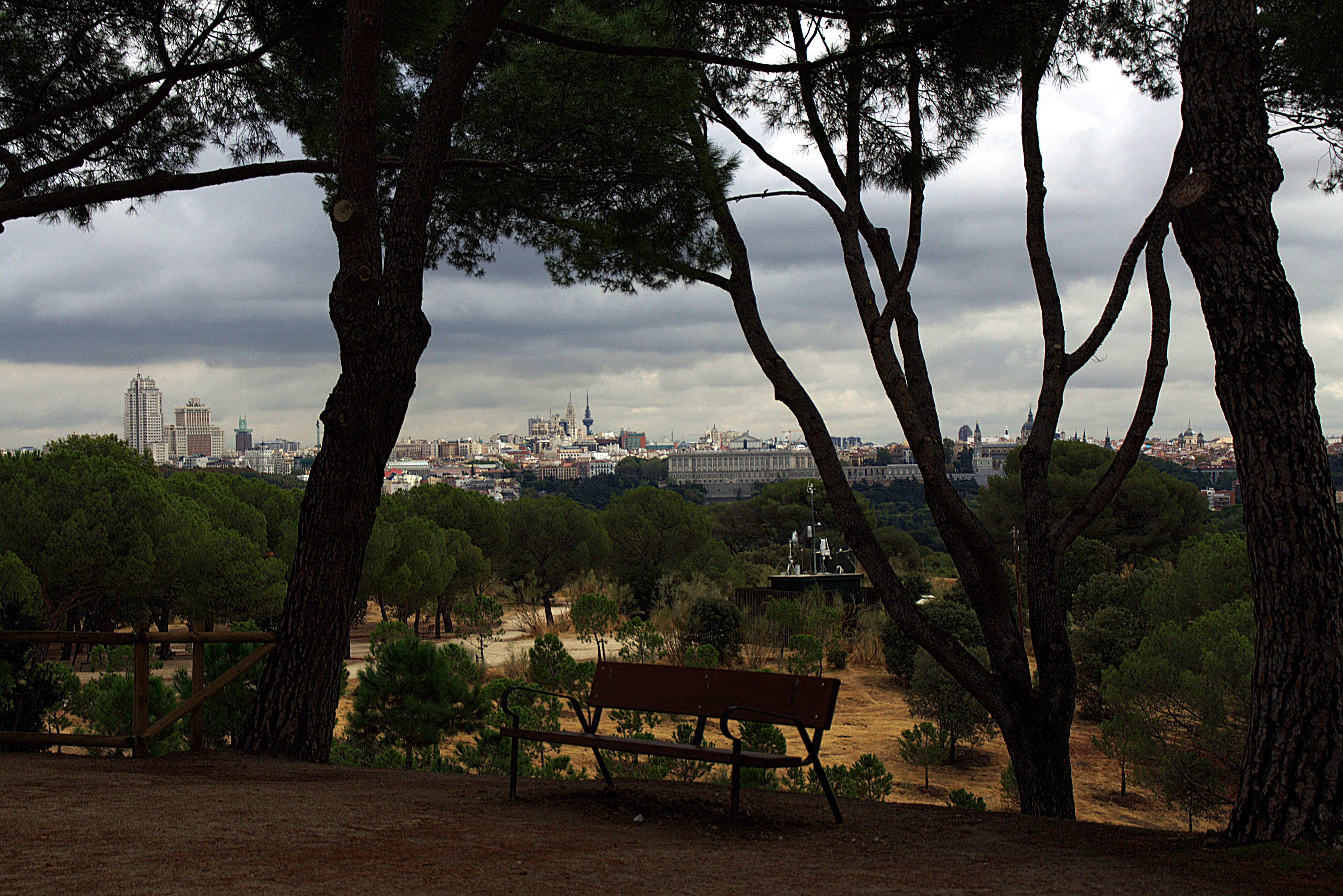
Blick auf Madrid

Die Höhe macht den Cerro Garabitas zu einem der höchsten Orte der Casa de Campo. Noch höher ist die Puerta de Somosaguas mit 690 Metern. Heute steht an der höchsten Stelle des Hügels ein Wachturm für die Parkwächter. Viele Routen für Wanderer und Radler führen hierher. Von der Plaza de Moncloa sind es ca. 4 km Fußweg zum Cerro Garabitas. Oben hat man einen großartigen Blick auf Madrid.

## Geschichte

### Standseilbahn
In der Geschichte der Stadtplanung von Madrid hatte dieser Hügel verschiedene Funktionen. Eine wurde vom Architekten Francisco Andrés Octavio Palacios (1846–1912) vorgeschlagen, den Hügel durch eine Standseilbahn mit dem Príncipe Pío-Hügel zu verbinden. Die geplante Trasse wäre eine der längsten in Europa gewesen. Am Ende wurde das Projekt nicht verwirklicht und geriet in Vergessenheit. Der Hügel ist Gegenstand städtischer Legenden. In diesen heißt es, dass dies der letzte Ort sei, den die Seelen der Toten aufsuchen, bevor sie diese Welt verlassen.

### Bürgerkrieg (1936–1939)

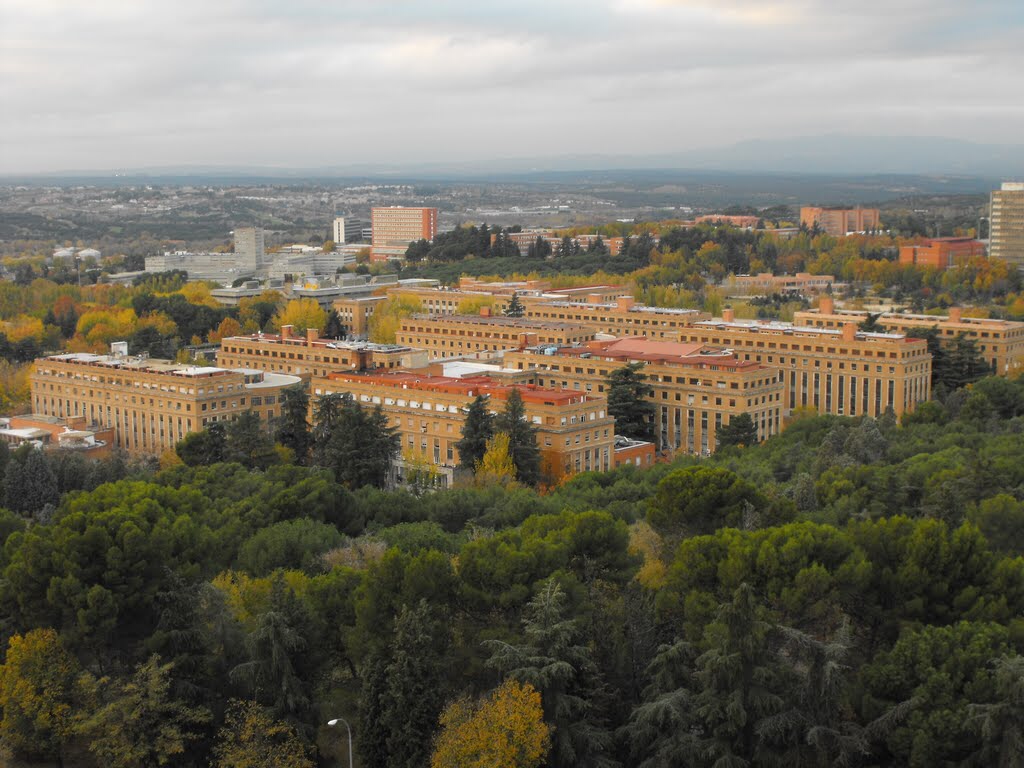
Der Madrider Stadtteil Universitätsstadt, an den nach Westen der Park Casa de Campo mit der Garabitas-Anhöhe angrenzt.

Dieser Ort war im spanischen Bürgerkrieg während der Belagerung von Madrid Schauplatz verschiedener Kämpfe.
Die Truppen der Rebellen unter dem Kommando von General Varela, die am 10. November 1936 bei der Casa de Campo vorrückten, hatten die Absicht, Madrid von dieser Position aus anzugreifen. Die republikanischen Truppen der XI. Internationalen Brigade versuchten, das Vorhaben zu verhindern, indem sie gleichzeitig mit dem Zugang zum Hügel den Zugang zur Ciudad Universitaria (Universitätsstadt) sperrten. Das Eintreffen von Verstärkungen konnte die Rebellentruppen nicht daran hindern, diesen Hügel am 13. November einzunehmen (und auch die Gipfel von Paquillo und Basurero). Der Anarchist Buenaventura Durruti und seine katalonische Kolonne waren diesem Sektor zugeteilt, und schließlich wurde die Kolonne nach heftigen Kämpfen bei ihren Versuchen, den Hügel zu erreichen, zurückgedrängt. Wegen seiner Höhe wurden dort franquistische Artilleriebatterien stationiert, die ab Anfang Dezember 1936 Madrid beschossen. Zum Jahreswechsel 1936/1937 feuerten die Artilleristen zwölf Projektile auf die Puerta del Sol ab. Zwischen dem 10. und 14. April 1937 versuchten mehrere gemischte Brigaden der Volksarmee, den Cerro Garabitas zurückzuerobern. Doch alle Versuche blieben bis Kriegsende erfolglos.
Die Casa de Campo und der Cerro Garabitas gehören heute zu den Orten, die im Rahmen des Plan Regional de Fortificaciones de la Guerra Civil (1936-1939) de la Comunidad de Madrid arquäologisch erforscht werden. Die Ergebnisse werden der Öffentlichkeit zugänglich gemacht. Auch zivilgesellschaftliche Initiativen wie
Gefrema (Grupo de Estudios del Frente de Madrid (Studiengruppe der Front von Madrid)) kümmert sich um die Bearbeitung dieser Vergangenheit.

## Tourismus, Naherholung und Sport in der Natur

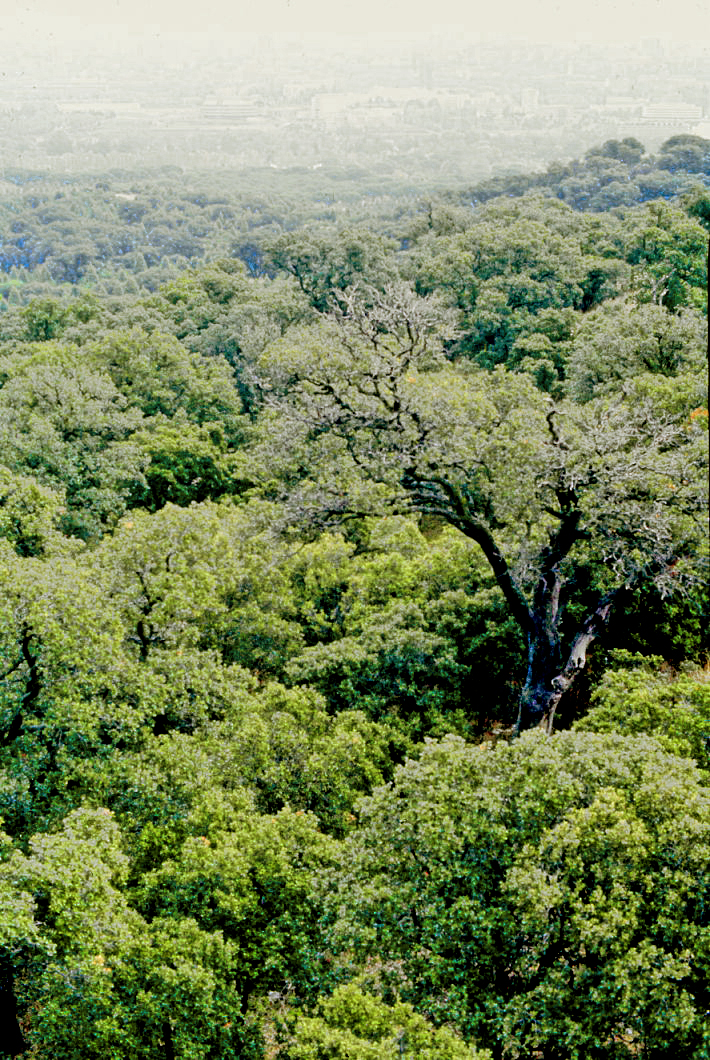
Steineichenwald am Cerro Garabitas, 1977

In der Nachkriegszeit wurde der Hügel zu einem Festort der siegreichen Soldaten. Nach und nach verlor der Ort seine ehemalige Bedeutung aus der Zeit des Bürgerkriegs und wurde ein Ort der Naherholung: Natur Erleben, Wandern, Fahrradfahren. Oben wurde ein Wachturm für die Förster der Gegend errichtet.